# 希巴林
49°26′32″N 25°0′16″E / 49.44222°N 25.00444°E
希巴林（烏克蘭語：Шибалин）是位於烏克蘭西南部的村莊，由泰爾諾皮爾州泰爾諾皮爾區的貝雷扎尼市鎮負責管轄。該村始建於1457年，面積1.94平方公里，海拔高度282米，2014年人口1,250，人口密度每平方公里700.5人。